# Panamarenko
Panamarenko, pseudònim de Henri Van Herwegen,(Anvers, Bèlgica, 1940 - Brakel, Bèlgica, 14 de desembre de 2019) va ser un artista belga d'art contemporani. Conegut per utilitzar el poder del vol humà i la velocitat com a tema principal, Panamarenko va ser un artista multidisciplinari: enginyer, poeta, artista, inventor. El 1955 començà els seus estudis a la Reial Acadèmia de Belles Arts d'Anvers, al mateix temps que començà, de manera totalment autodidacta, a estudiar ciències naturals a la biblioteca de la seva ciutat natal. El 2005, després d'anys oferint una producció artística singular, Panamarenko decideix abandonar el món de l'art, dedicant-se a promocionar la seva marca de cafè PanamaJumbo.

## Biografia
El 1965, Panamarenko organitzà el primer happening a Anvers, al qual va assistir un reduït nombre d'artistes que, com ell, s'inspiraren en el moviment de l'art pop sorgit en aquella època. Aquell mateix any va publicar Happening News. Dos anys després del seu llançament com a artista, el 1967, Panamarenko fa la seva primera exposició a Anvers a la Galerie Wide White Space i comença a construir el seu primer aeroplà. Cap a la dècada de 1970, l'artista desenvolupa el seu estil, que es decanta per grans vehicles imaginaris voladors, estil que es veu reflectit al seu àpode, acrònim de Pan American Airlines and Company. Aquests tipus de produccions metàl·liques a gran escala li donen renom. El 1990, una vegada consolidat com a escultor, presentà el seu primer Archaeopterix (gallina intel·ligent) fet a partir d'un model d'ocell prehistòric.
Ja era un artista consagrat quan va ser convidat a participar en la programació de l'Espai 10 de la Fundació Joan Miró el 1984: havia estat present a la Documenta de Kassel del 1972. El 1973 i el 1978 havia muntat una gran exposició individual al Musée d'Art Moderne de la Ville de Paris i a la Neue Nationalgalerie de Berlín, respectivament. En aquesta primera exposició a Espanya va mostrar el seu model d'aeroplà, una referència poètica a l'art i la ciència que havien constituït l'horitzó estètic de Leonardo da Vinci. No deixa de ser interessant que la crítica del moment relacionés l'art flamenc amb el català: Panamarenko amb Josep Ponsatí, i Marcel Broodthaers amb Joan Brossa.
El 2005, Panamarenko va rebre pel seu 65è aniversari una invitació de l'alcalde d'Anvers al Saló de l'Ajuntament on el van guardonar pel seu comportament inconformista. El 2006 el diari oficial belga va publicar un article sobre el Col·lectiu Panamarenko, una associació sense ànim de lucre que promou els treballs de l'artista. Seguint aquesta línia, el 2007, l'artista va donar al Museu d'Art Contemporani d'Anvers (Museum van Hedendaagse Kunst Antwerpen / Musée d’Art Contemporain d'Anvers / Museum of Contemporary Art Antwerp, M HKA) la seva casa familiar i històrica, amb l'estudi i tots els objectes i les obres que contenia, i el museu ha col·laborat amb el Col·lectiu Panamarenko per adequar-la com a casa museu o espai d'art visitable i donar una empenta a la cultura contemporània flamenca.
A Catalunya ha exposat a l'Espai 13 de la Fundació Joan Miró i té obra al Museu d'Art Contemporani de Barcelona.